# 寛水流
寛水流空手（かんすいりゅうからて）は、1979年12月1日に空手家・水谷征夫とプロレスラー・アントニオ猪木が創設したフルコンタクト空手の団体。名称はアントニオ猪木の本名である猪木寛至の「寛」と水谷の「水」を取って命名された。
初代会長は水谷征夫、名誉会長はアントニオ猪木。二代目会長は世古典代、三代目会長は森山幸則。
現在は「NPO法人 世界寛水流空手道（せかいかんすいりゅうからてどう）」として、東海地方を中心に活動している。

## 発足の経緯
『いつ何時誰の挑戦でも受ける』と表明したアントニオ猪木に対して、安藤昇の小説『東海の殺人拳』のモデルとして知られる空手家・水谷征夫が「ルールの無い命をかけた戦い」を申し入れた。 
その申し出を猪木は承諾し、具体的な話が進められた。なお、「ルールの無い命をかけた戦い」とはプロレスと空手のいかなる技も自由とし、急所攻撃さえ禁止しない、勝負は生死をもって決するというものである。水谷が鎌、サイ、トンファーなど琉球古武術の達人でもあったことから、猪木の素手に対して鎖鎌で戦いを挑んだといわれているが、これは誤りである。 
この試合は両者で一旦は合意され、当時マスコミに「昭和の巌流島」として取り上げられた。猪木有利の予想の中、新間寿は水谷の実力を冷静な目で判断していた。そして、テレビ放映のスポンサーがつかなかったことと、水谷の貫手による目への攻撃や蹴りによる急所攻撃によって猪木に万一のことがあることを恐れた新間の必死の仲裁により、直前で中止された。 
交渉の過程で水谷は猪木に対して、プロレス界のスターでありながら、一空手家の挑戦をリスク覚悟で承諾した姿勢に尊敬の念を抱く。また猪木は、自らの命をかけて戦いを挑んでくる日本人がいることに驚嘆する。戦いを前に鋭く対立した二人であったが、その後交流を深め寛水流空手を創設した。水谷は1990年（平成2年）に死去したが、訃報を知った猪木は盟友の早すぎる死に涙したという。 
寛水流出身のプロレスラーには後藤達俊、松永光弘、奥田啓介などがいる。 

## 現状
2019年5月18日現在、成道会、拳友会、竜成会、天心会の4つの会派と直轄支部道場およびオーストラリアに支部がある。
毎年10月に、NPO法人世界寛水流空手道主催のオープン選手権を、二代目会長・世古典代の生誕地である三重県津市で開催している。尚、参加資格は大会ルールを守れるものであれば「空手・各種格闘技・その他誰でも可。流派非公開も可」と広く門戸を開放していることから,選手権には60流派、約800名の選手が参加し、東海地方で最も大きな空手大会の1つとなっている。また、大会には名誉会長であるアントニオ猪木をはじめ寛水流出身のプロレスラー・後藤達俊、奥田啓介、角界に進んだ徳真鵬元久などがゲストとして参加し、開会式のアントニオ猪木による「1、2、3、ダァー」は恒例行事となっており会場は大変な熱気に包まれる。

## 寛水流空手道の役員
- 相談役：北村孝嗣
- 会長：森山幸則
- 会長代行：吉村隆秀（竜成会会長）
- 副会長：長谷川昌宏（天心会会長）
- 副会長：波田賢功（拳友会会長）
- 副会長：黒川浩伸（成道会会長）